# Eurystauropsis albidilinea
Eurystauropsis albidilinea är en fjärilsart som beskrevs av M.Gaede 1928. Eurystauropsis albidilinea ingår i släktet Eurystauropsis och familjen tandspinnare. Inga underarter finns listade i Catalogue of Life.